# إيان ميرفي
إيان ميرفي (بالإنجليزية: Ian Murphy) هو صحفي أمريكي، ولد في 31 أكتوبر 1978 في بوفالو في الولايات المتحدة.